# Серж Тіссо-Ґе

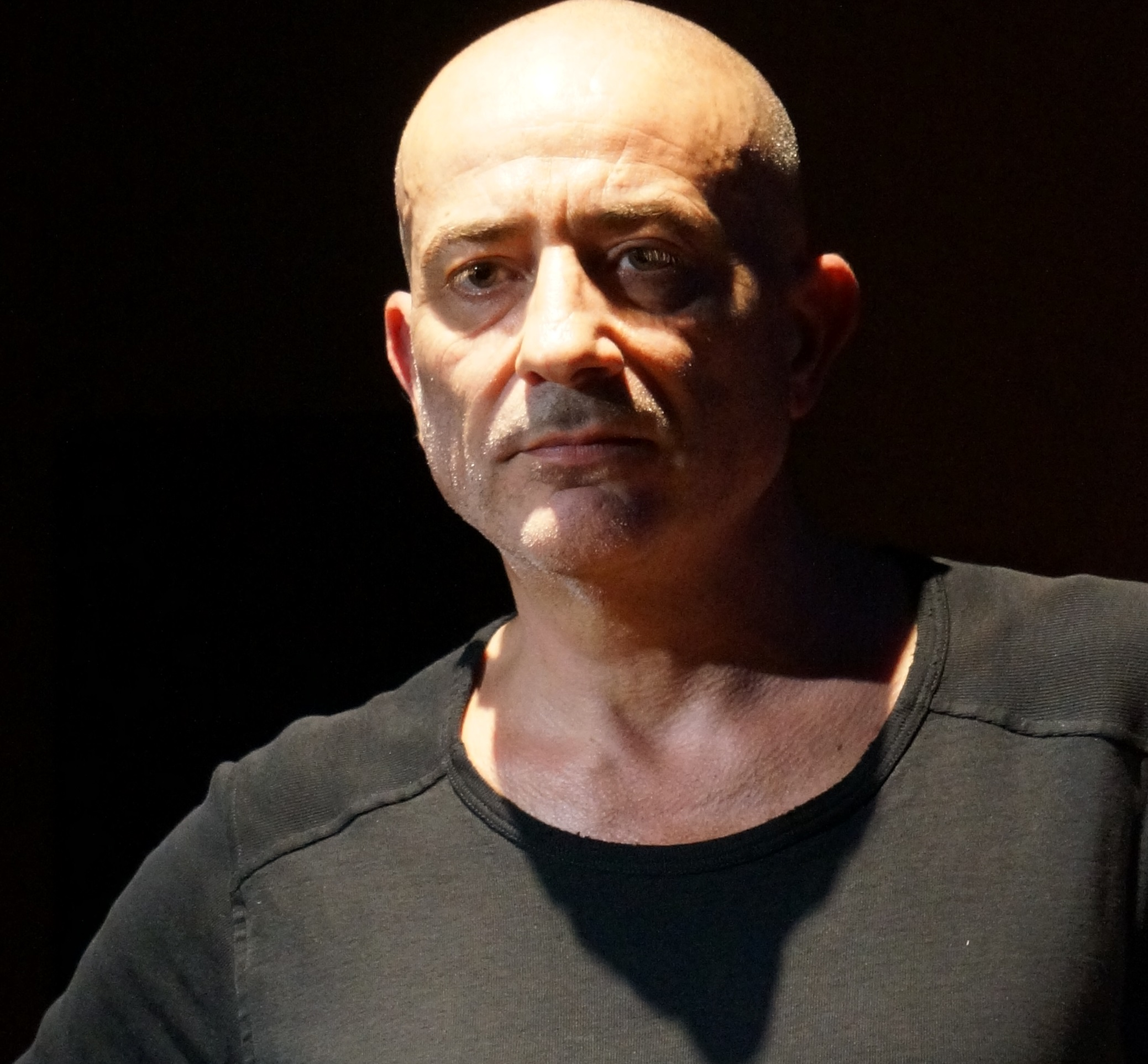
Серж Тіссо-Ґе у 2015 році

Серж Тіссо-Ґе (фр. Serge Teyssot-Gay; нар.16 травня 1963, Сент-Етьєн, Луара) — французький гітарист, колишній учасник французького гурту «Noir Desir».
У 1980 році він зустрівся з Бертраном Канта, (який вчився в тому ж ліцеї що і він) майбутнім фронтменом гурту «Noir Desir». 29 листопада 2010 року, він повідомив про свій вихід зі складу «Noir Desir».
Крім вищеназваного гурту, він також встиг видати два сольних альбоми, а також бере участь у різних авангардних музичних проєктах: тріо «Zone Libre», дует «Interzone».
На початку кар'єри використовував одну з гітар моделі Gibson Les Paul. Але з 1996 року, з моменту виходу альбому 666.667 Club, модель Fender Stratocaster стала його найулюбленішою гітарою.

## Дискографія

### Сольні альбоми
- 1996: Silence Radio
- 2000: On croit qu'on en est sorti

### У складі Interzone
- 2005: Interzone
- 2007: Deuxième Jour

### Разом з Zone Libre
- 2007: Faites vibrer la chair
- 2009: L'Angle Mort (with Casey & Hamé)
- 2012: Les contes du chaos (with Casey & B. James)

### У складі Noir Desir
- 1987: Où veux tu qu'je r'garde ?
- 1989: Veuillez rendre l'âme (à qui elle appartient)
- 1991: Du ciment sous les plaines
- 1992: Tostaky
- 1996: 666.667 Club
- 2001: Des Visages Des Figures